# Semmeringspoorlijn
De Semmeringbahn is een onderdeel van de Oostenrijkse Südbahn (of zuidelijke spoorweg). De lijn loopt van Gloggnitz over de Semmeringpas naar Mürzzuschlag en was de eerste normaalsporige bergspoorweg in Europa. Kijkende naar het zware terrein en het hoogteverschil wordt zij ook als eerste ter wereld beschouwd. De gehele lijn, geopend in 1854 en 41 kilometer lang, is nog steeds van groot belang voor de Oostenrijkse spoorwegen. In 1959 werd de hele lijn geëlektrificeerd.
De spoorlijn werd door bouwmeester Carl Ritter von Ghega zodanig aangelegd, dat de natuur en de techniek met elkaar concurreren zonder elkaar in de weg te zitten. Het is daarom ook dat de spoorlijn in 1998, destijds als de enige spoorlijn, op de Werelderfgoedlijst werd opgenomen.

## Beschrijving
De lijn is 41 kilometer lang en overwint een hoogteverschil van 460 meter. Onderweg zijn 14 tunnels, waaronder de 1,4 kilometer lange Scheiteltunnel, 16 viaducten, meer dan 100 stenen bruggen en 11 kleinere spoorwegbruggen gebouwd. Van de totale lengte heeft 60% van de lijn een stijgingspercentage van 20 tot 25 promille. De lijn is bijna geheel gelegd in bochten en geheel dubbelsporig. Het hoogste viaduct is de Kalte Rinne met een hoogte van 43 meter. Voor de invoer van de euro stond dit viaduct op het biljet van 20 schilling, samen met de beeltenis van Ghega.

## Geschiedenis

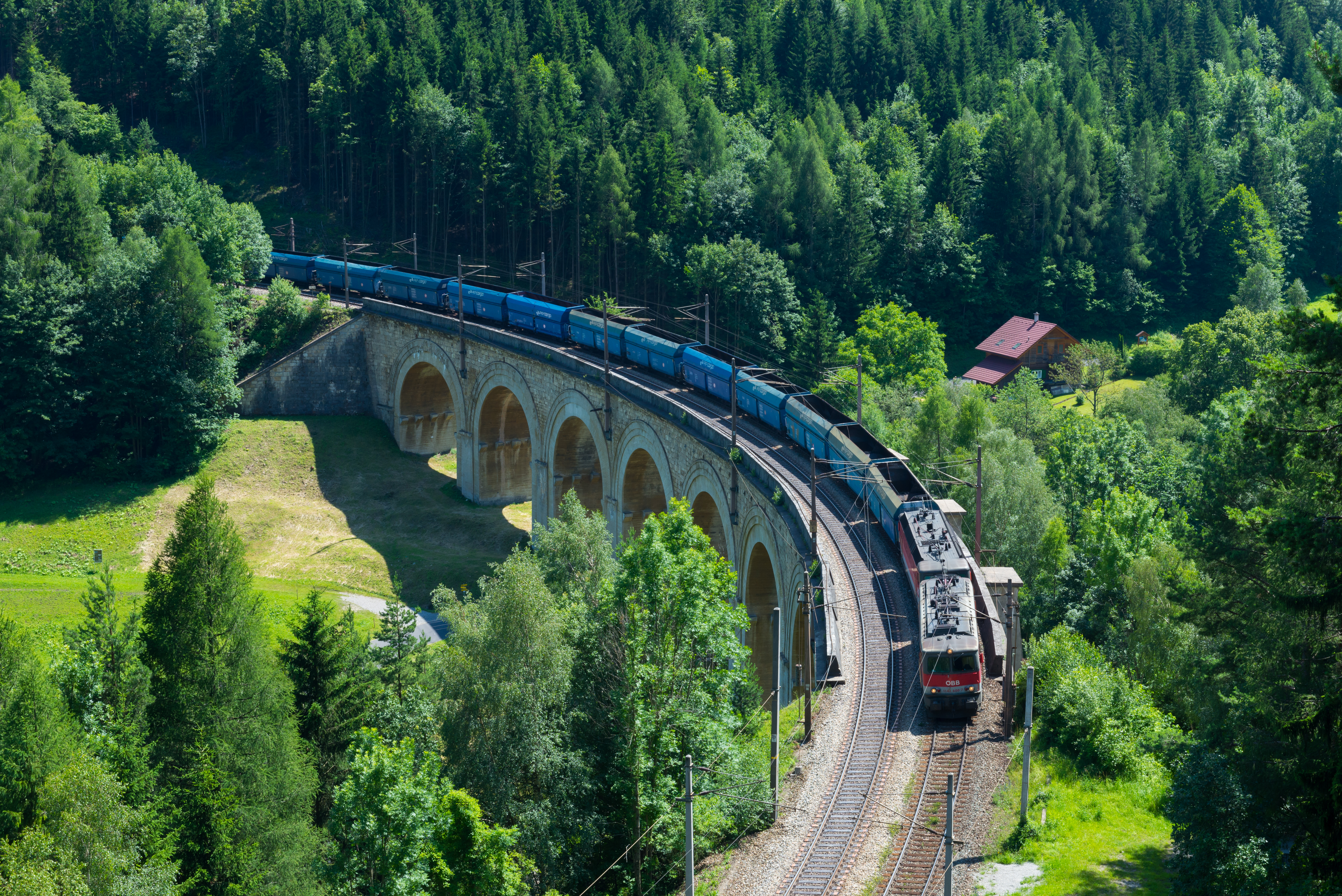
Een trein

De spoorlijn werd tussen 1848 en 1854 gebouwd en op 23 oktober 1853 reden de eerste locomotieven over de pas. Op 17 juli 1854 was het eerste personenverkeer mogelijk.
Het dorp Semmering veranderde daarna in een luftkurort voor de Weense beau monde. Er kwamen luxe hotels, skiliften, zwembaden en een casino.

## Semmeringbasistunnel
De Semmeringspoorlijn is als onderdeel van de Südbahn een van de meest bereden spoorlijnen van Oostenrijk en veroorzaakt bedrijfsmatige beperkingen. De duur van de rit (één uur van Wiener Neustadt naar Mürzzuschlag) stoort vooral het personenvervoer. Gecombineerd vervoer (het laden van vrachtwagens op de trein) is niet mogelijk, omdat vrachtwagens net als dubbeldeks-personenwagons te hoog zijn voor het traject. Ondanks de problemen stijgt de vraag naar vervoer via de Semmering, mede door de toetreding van Slovenië tot de EU in 2004.

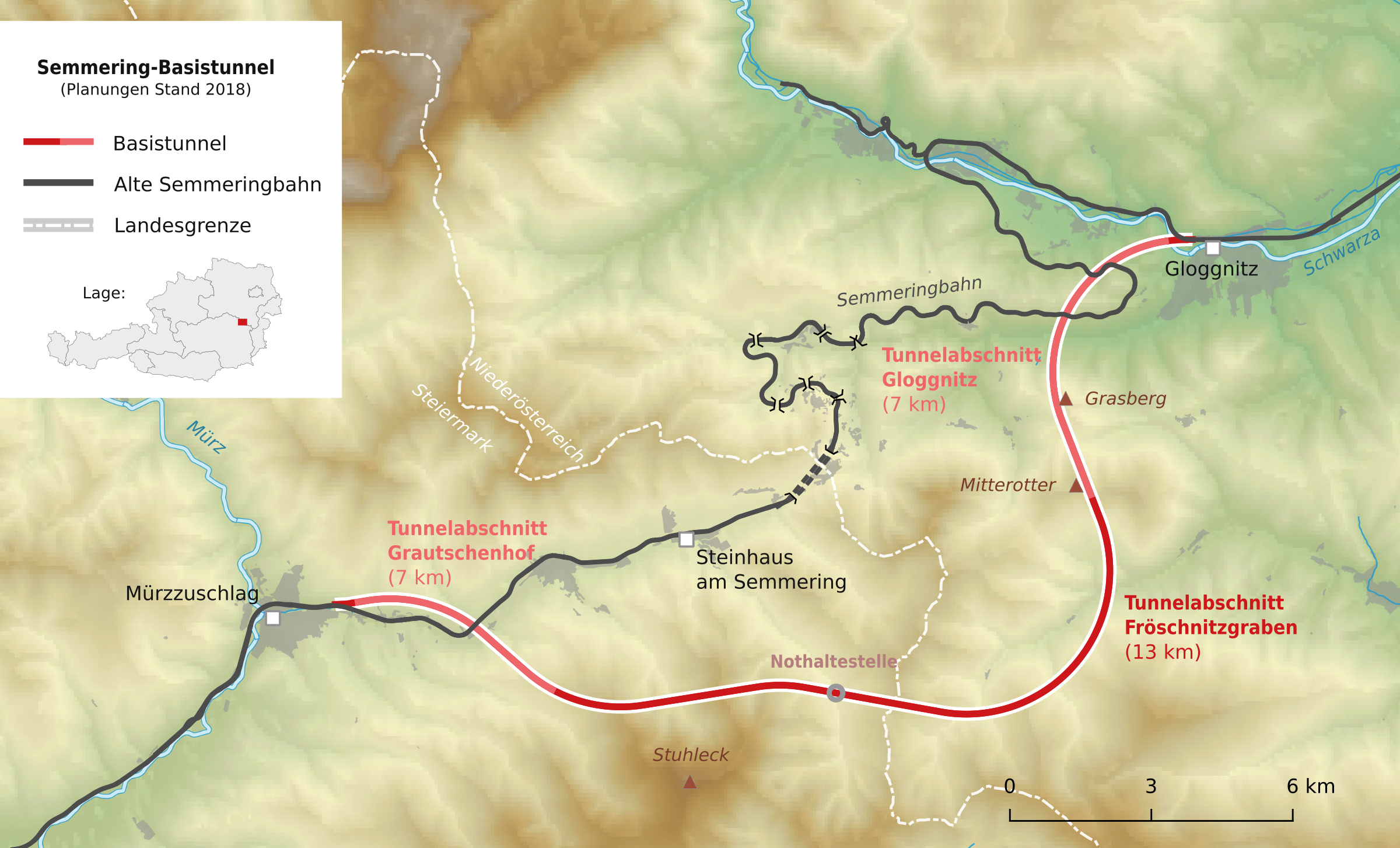
Kaart van de oude lijn (zwart) en de nieuwe lijn (rood)

In 1989 werden plannen voor een Semmeringbasistunnel gemaakt. De reistijd op de spoorlijn zou met 30 minuten gereduceerd kunnen worden en ook andere problemen behoren dan tot het verleden. De bergbaan moet na de ingebruikname van de tunnel alleen nog regioverkeer verwerken. De tunnel was aanvankelijk controversieel. Er waren bezwaren gerezen vanwege het milieu, met name water. Het Bundesland (provincie) Niederösterreich en enkele burgergroeperingen, ondersteund door de Kronen Zeitung, hebben zich verzet tegen de plannen. 
Niettemin is in 2012 uiteindelijk toch begonnen met de werken aan de 27,3 km lange Semmeringbasistunnel. In 2024 zouden de werken voltooid moeten zijn. In februari 2021 werd dit opgeschoven tot 2028; in april 2022 tot 2030. In augustus 2024 werd 2030 nog steeds genoemd als jaar van ingebruikname.